# Пилар фон Пильхау, Фёдор Густавович
Фёдор (Фридрих) Густавович Пилар фон Пильхау (нем. Friedrich Freiherr Pilar von Pilchau; 1835 — после 1862) — отставной майор, герой штурма Карса в 1855 году.

## Биография
Происходил из баронского рода Эстляндской губернии, родился в 1835 году. Сын директора Департамента военных поселений генерал-лейтенанта Густава Фёдоровича Пилара фон Пильхау.
Образование получил в Пажеском корпусе, из которого выпущен 11 июня 1855 года поручиком в Грузинский гренадерский полк. Сразу же по прибытии на Кавказ, Пилар фон Пильхау оказался под Карсом и принял участие в неудачном штурме этой крепости.
14 декабря 1855 года барон Пилар фон Пильхау был награждён орденом Св. Георгия 4-й степени (№ 9885 по кавалерскому списку Григоровича — Степанова)
Офицер этот, командуя ротою, постоянно находился впереди и воодушевлял нижних чинов своим примером геройской неустрашимости. Когда войска наши ворвались в укрепление и были встречены во фланг сильным картечным огнём с батарей, то поручик Пиллар-фон-Пильхау повёл на неё свою роту, и, несмотря на сильный картечный и штуцерный огонь, ворвался на батарею, переколол прислугу и овладел орудиями, из которых одно было им доставлено в лагерь, а другое (подбитое) брошено на дороге.
В этом бою он был сильно ранен в ноги.
4 июля 1856 года барон Пилар фон Пильхау был зачислен в лейб-гвардии Преображенский полк поручиком. 2 апреля 1858 года переведён в Минский пехотный полк с чином капитана. В 1859 году он получил в командование роту Одесского егерского полка. В 1862 году вышел в отставку с чином майора и дальнейшая его судьбы невыяснена.
Его брат Николай был генерал-лейтенантом.